# Birgit (voornaam)
Birgit, een verkorting van Birgitta/Brigitta, is een meisjesnaam van Scandinavische herkomst. De naam is afgeleid van het Keltische Brigid, wat "de verhevene" betekent.
In Nederland droegen in 2017 2088 vrouwen de naam Birgit, waarvan 1560 als voor- en 528 als volgnaam. België telde in 2019 1668 vrouwen met deze voornaam.

## Bekende personen
Enkele bekende naamdragers zijn:
- Birgit Fischer, een Duits kanovaarster
- Birgit Gantzert, een Nederlands radio- en televisiepresentatrice
- Birgit Nilsson, een Zweeds operazangeres
- Birgit Prinz, een Duits voetbalster
- Birgit Schrowange, een Duits televisiepresentatrice
- Birgit Schuurman, een Nederlands actrice
- Birgit Van Mol, een Vlaams televisiepresentatrice